# Johan Faye
Johan Mohr Faye (Bergen, 16 de maio de 1889 — Drøbak, 26 de julho de 1960) foi um velejador norueguês, medalhista olímpico. Ele competiu nos Jogos Olímpicos de Verão de 1920 na classe 7 Metre e conquistou a medalha de prata na disputa a bordo do Fornebo com Sten Abel, Christian Dick e Niels Nielsen. Seu tio projetou a casa Kristofer Lehmkuhls em 1881, que abriga o Institutt for administrasjon og organisasjonsvitenskap (Departamento de Administração e Teoria da Organização) na Universidade de Bergen.
De 1915 a 1917, Faye foi chefe do escritório da State Provisions Commission, e no ano seguinte ele se tornou gerente do jornal Norges Handels og Sjøfartstidende por 15 anos.